# Jacques Helft
Pour les articles homonymes, voir Helft.
Sem Jacques Helft (Paris, 28 février 1891 - Paris, 9 janvier 1980) est un antiquaire français expert en orfèvrerie ancienne.

## Biographie
Jacques Helft est le fils de l'antiquaire Léon Helft, dont le magasin A la vieille Bretagne était déjà réputé, et de Hortense Keller.
C'est auprès de son père que Jacques Helft fera ses premières armes. Il ouvrira ensuite avec son frère Yvon une galerie dans un hôtel particulier au 4 rue de Ponthieu (Paris 8e), et s'associa ponctuellement avec le grand marchand Paul Rosenberg, qui était par ailleurs son beau-frère ; il créeront une Galerie Rosenberg et Helft à Londres. Jacques Helft achètera notamment de très beaux objets lors des ventes de collections tsaristes réalisées à Berlin par le régime soviétique à la recherche de liquidités au tournant des années 1920-1930. La galerie parisienne sera saisie durant la Seconde guerre mondiale (avec la complicité de l'antiquaire Bonnefoy), après le départ de Jacques Helft et de sa famille pour New-York en septembre 1940 : de 1942 à 1948, il aura sa galerie sur la 57e rue. Plus tard, à partir de 1948, il s'installera plusieurs années en Argentine. Il reviendra en France en 1956 et deviendra Président d'honneur du Syndicat des Antiquaires.
Il sera amené très vite à s'intéresser à l'orfèvrerie française de l'Ancien régime, sujet encore très peu étudié à l'époque. Les poinçons d'orfèvrerie étant peu connus, les pièces d'orfèvrerie françaises ancienne était souvent qualifiées indistinctement d'objets portant des poinçons "des fermiers généraux". Jacques Helft s'attachera ainsi, quand il sera expert de ventes aux enchères d'orfèvrerie, à rédiger des catalogues très précis et reproduisant les poinçons, chose rare à l'époque.
Il jouera un grand rôle dans l'organisation d'une des premières grandes expositions consacrée à l'orfèvrerie, qui se déroula en 1936 au Musée des arts décoratifs de Paris. Il écrira par la suite plusieurs ouvrages et préfaces sur ce thème, qui font encore référence.
Une partie de sa collection fut dispersée en 1989 et en 1996 au cours de deux ventes aux enchères : La collection privée d’argenterie de Jacques et Marianne Helft, Monaco, Christies, 3 décembre 1989, et Objets d'art et de très bel ameublement : provenant des collections de Monsieur Jacques Helft, des collections de Madame Elisabeth S. et appartenant à divers amateurs, Paris, Hôtel George V, Jacques Tajan, 3 avril 1996.
Certains des objets les plus prestigieux, qu’il vendit à de grands collectionneurs comme David David-Weill, se trouvent aujourd’hui au Louvre ou au Musée des arts décoratifs de Paris auxquels ces collectionneurs les ont donnés. Il a lui-même donné plusieurs œuvres aux musées nationaux.
Il a eu trois fils de son mariage avec Marianne Loevi en 1920, dont l'avocat et collectionneur d'art moderne Georges ou Jorge Helft, installé en Argentine, et l'expert Léon Helft, décédé dans les années 80.